# Fardelas
Las Fardelas son un grupo de aves pelágicas de la familia Procellariidae, que incluye los géneros Pterodroma y Bulweria.
De tamaño medio, se suelen alimentar de lo que puedan obtener de la superficie del océano. Para esto tienen un pico corto y robusto especialmente adaptado.
Anidan en colonias en islas y son altamente pelágicas cuando no están criando. Ponen un solo huevo blanco usualmente en una madriguera o directamente en la tierra. 

## Especies
Género Bulweria
- Petrel de Bulwer, Bulweria bulwerii
- Petrel de Jouanin, Bulweria fallax
- Bulweria bifax (extinto)

Género Pterodroma
- Barau's Petrel,  Pterodroma baraui
- Trinidade Petrel,  Pterodroma arminjoniana
  - Herald Petrel, Pterodroma (arminjoniana) heraldica
- Juan Fernández Petrel,  Pterodroma externa
- Kermadec Petrel,  Pterodroma neglecta
- Galapagos Petrel,  Pterodroma phaeopygia
- Hawaiian Petrel, Pterodroma sandwichensis
- Henderson Petrel, Pterodroma atrata
- Phoenix Petrel,  Pterodroma alba
- Fea's Petrel,  Pterodroma feae
- Zino's Petrel or Madeira Petrel,  Pterodroma madeira
- Canary Islands Petrel, Pterodroma sp. (prehistórico) - posiblemente depredado por especies externas
- Soft-plumaged Petrel,  Pterodroma mollis
- Bermuda Petrel,  Pterodroma cahow
- Black-capped Petrel,  Pterodroma hasitata
- Jamaica Petrel, Pterodroma caribbaea (probablemente extinto)
- Atlantic Petrel,  Pterodroma incerta
- White-headed Petrel,  Pterodroma lessonii
- Magenta Petrel,  Pterodroma magentae
- Great-winged Petrel, Pterodroma macroptera
- Providence Petrel,  Pterodroma solandri
- Murphy's Petrel,  Pterodroma ultima
- Mottled Petrel,  Pterodroma inexpectata
- Pycroft's Petrel,  Pterodroma pycrofti
- Stejneger's Petrel,  Pterodroma longirostris
- Collared Petrel,  Pterodroma brevipes
- Gould's Petrel,  Pterodroma leucoptera
- Mangareva Petrel, Pterodroma cf. leucoptera (posiblemente extinto)
- Cook's Petrel,  Pterodroma cookii
- Mas a Tierra Petrel,  Pterodroma defilippiana
- Bonin Petrel,  Pterodroma hypoleuca
- White-necked Petrel,  Pterodroma cervicalis
- Falla's Petrel, Pterodroma occulta
- Black-winged Petrel,  Pterodroma nigripennis
- Chatham Petrel,  Pterodroma axillaris
- Chatham Extinct Petrel, Pterodroma sp. (prehistórico)
- Henderson Island Petrel, Pterodroma sp. (prehistóico)
- O‘ahu Petrel, Pterodroma jugabilis (prehistórico)

Ahora Lugensa (aliado al género Puffinus)
- Kerguelen Petrel,  Pterodroma brevirostris

Ahora Pseudobulweria (aliado al género Puffinus)
- Fiji Petrel  Pterodroma macgillivrayi
- Tahiti Petrel,  Pterodroma rostrata
- Beck's Petrel, Pterodroma becki
- Mascarene Petrel,  Pterodroma aterrima
- St Helena Petrel, Pterodroma rupinarum (extinct)

Un fósil del Pleistocénico encontrado en Aldabra, Océano Índico, fue nombrado como Pterodroma kurodai. Biogeográficamente, puede pertenecer a cualquier género.